# Писарівка (Могилів-Подільський район)
Пи́сарівка — село в Україні, у Ямпільській міській громаді Могилів-Подільського району Вінницької області. Стара назва — Писарівка Волоська. Населення становить 1840 осіб.

## Історія
7 (20) листопада 1917 року, відповідно до Третього Універсалу Української Центральної Ради, увійшло до складу Української Народної Республіки.
12 червня 2020 року, відповідно до Розпорядження Кабінету Міністрів України № 707-р «Про визначення адміністративних центрів та затвердження територій територіальних громад Вінницької області», увійшло до складу Ямпільської міської громади.
19 липня 2020 року, в результаті адміністративно-територіальної реформи та ліквідації Ямпільського району, село увійшло до складу новоутвореного Могилів-Подільського району.

## Населення
Згідно з переписом УРСР 1989 року чисельність наявного населення села становила 2051 особа, з яких 906 чоловіків та 1145 жінок.
За переписом населення України 2001 року в селі мешкало 1837 осіб.

### Мова
Розподіл населення за рідною мовою за даними перепису 2001 року:
| Мова       | Відсоток |
| ---------- | -------- |
| українська | 99,18 %  |
| російська  | 0,49 %   |
| вірменська | 0,11 %   |
| молдовська | 0,11 %   |
| болгарська | 0,05 %   |

## Відомі люди
- Балабан Яків Андрійович — військовий діяч Української Народної Республіки, хорунжий артилерії Армії УНР. Нагороджений Хрестом Симона Петлюри і Воєнним хрестом.